# هوبير بوبو
هوبير بوبو (بالإنجليزية: Hubert Bobo)‏ هو لاعب كرة القدم الكندية أمريكي، ولد في 2 يوليو 1934 في أثينس في الولايات المتحدة، وتوفي في 1 سبتمبر 1999.

## وصلات خارجية
- هوبير بوبو على موقع مرجع كرة القدم المحترفة.كوم (الإنجليزية)
- هوبير بوبو على موقع JustSportsStats.com (الإنجليزية)